# Vladimir Parfenovici
Vladimir Parfenovici (n. 2 decembrie 1958, Minsk, RSS Bielorusă, URSS) este un politician și canoist ce a reprezentat Uniunea Republicilor Sovietice Socialiste, medaliat olimpic. A participat la o ediție a Jocurilor Olimpice (1980) în care a câștigat 3 medalii de aur.